# Prelog-Spannung

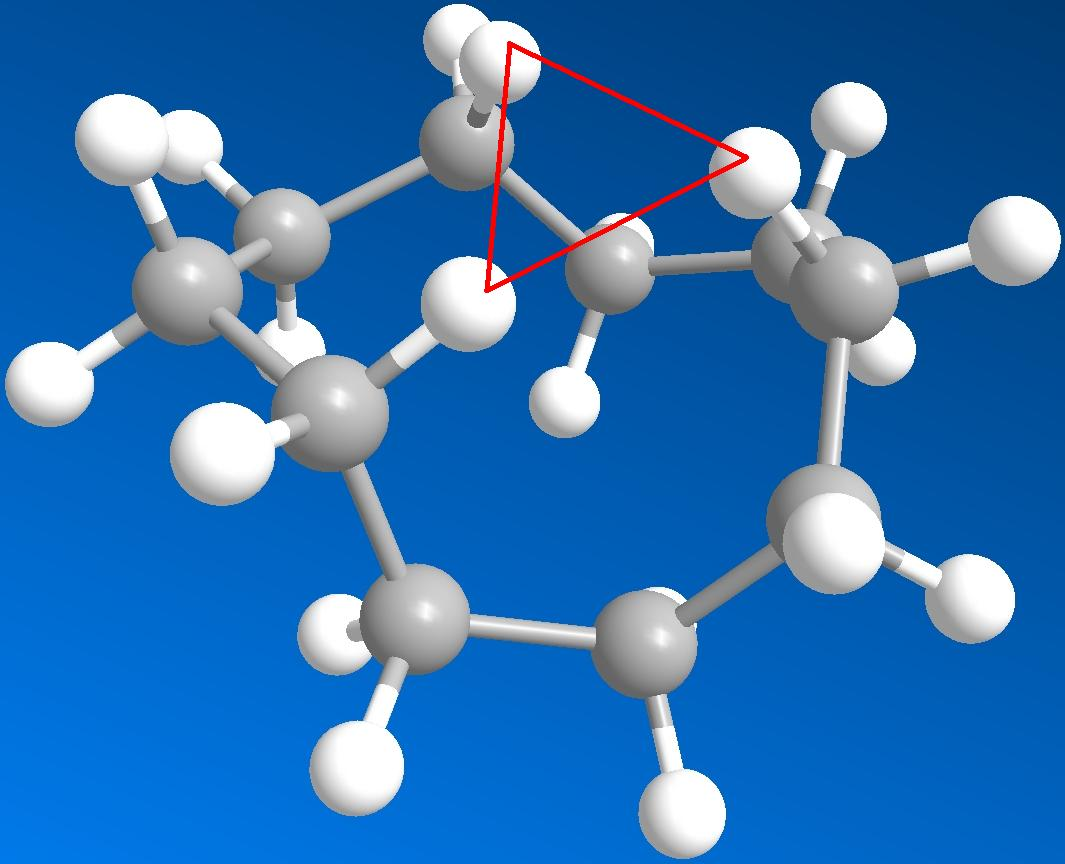
Cyclodecan in seiner energetisch günstigsten Konformation. Das rote Dreieck zeigt drei Wasserstoffatome an, die für die transannuläre Dehnung verantwortlich sind. Eine identische Wechselwirkung gibt es auch auf der Rückseite des Moleküls.

Unter der Prelog-Spannung, auch als transannulare Wechselwirkung(en) bezeichnet,  versteht man die Wechselwirkung zweier nicht benachbarter (transannularer) Wasserstoffkerne in mittleren Cycloalkanringen (7–14-Ring). In solchen Ringsystemen kann eine abstoßende Wechselwirkung zwischen zwei axialen Wasserstoffkernen auftreten. Dies führt zu einer schwachen Änderung der Konformation des Rings, wobei durch Winkeldeformation die Ringspannung erhöht wird.
Auch die 1,3-diaxiale Wechselwirkung in Cyclohexanringen wird als Prelog-Spannung bezeichnet.
Sie ist benannt nach dem Schweizer Nobelpreisträger Vladimir Prelog, der sie erforschte.